# Reinhard P. Gruber
Reinhard Peter Gruber (* 20. Jänner 1947 in Fohnsdorf, Steiermark) ist ein steirischer Schriftsteller.

## Leben
Reinhard P. Gruber stammt aus dem Arbeitermilieu des oberen Murtals. Er besuchte die Fohnsdorfer Volksschule, danach das Judenburger Gymnasium. Nach der Matura 1965 studierte er an der Universität Wien. Von 1967 bis 1968 unterbrach er das Studium und hielt sich als Novize in einer Benediktinerabtei in Wien (Schottenstift) auf. Nach zwei Jahren setzte er das Studium fort, welches er 1973 mit dem Absolutorium der Theologie abschloss.
1971 gründete er zusammen mit Nils Jensen und Reinhard Wegerth die Literaturzeitschrift Frischfleisch. Sein Weg führte ihn 1973 nach Graz, wo er als Kulturredakteur tätig war.
Zu ersten Publikationen in der Kronen Zeitung kam Gruber ab 1973 im Rahmen der Serie „Konfrontationen“, in der Alfred Kolleritsch einmal in der Woche Leser mit „Arbeiten namhafter Autoren und Kritiker konfrontieren“ wollte. Im selben Jahr wurde er Redakteur der Kronen Zeitung. Vorrangig verfasste er Theater- und Literaturkritiken, aber auch Porträts, u. a. über Gerhard Roth, Bernhard Hüttenegger, Alfred Kolleritsch oder Wolfgang Bauer. In seiner Glosse Steirisch g’sehn bereitete er humoristisch-satirisch aktuelle Ereignisse und Themen auf und kommentierte diese. Von 1974 bis 1981 verfasste er 23 Beiträge für das Steirische Tagebuch der Steirerkrone, in dem Autoren aktuelle Ereignisse (vor allem solche, die in Zusammenhang mit Literatur standen) kommentierten.
Seit 1978 ist er freier Schriftsteller. Er verfasste Romane, Kurzprosa, Theaterstücke, Essays, Musicals und Aphorismen. Des Weiteren schreibt er Hörspiele und Drehbücher für Filme. Gruber arbeitete als Autor mit anderen Autoren. Vornehmlich mit Kolleritsch, aber auch mit H.C. Artmann, Barbara Frischmuth und Wolfgang Bauer. Mit Hilfe Grubers entstand auch der „Stainzer Literatursommer“, ein Projekt, das von der Gemeinde Stainz finanziert wurde. Gruber erhielt im Zuge seiner Liebe zum Schilcher den „Bacchus-Preis“ vom „Österreichischen Weininstitut“ für seine besonderen Dienste im Zeichen des österreichischen Weins.
Den Durchbruch schaffte er mit seinem frühen Werk Aus dem Leben Hödlmosers im Jahr 1973, das in verschiedenen Dramatisierungen aufgeführt wurde. Einen weiteren großen Erfolg landete er 1988 mit Das Schilcher-ABC, in dem er sich in ironischer Weise mit den Bewohnern der Weststeiermark, auseinandersetzt.
Anfang 2009 verkaufte Gruber seinen Vorlass, bestehend aus Verlagskorrespondenzen, Briefen und Manuskripten, dem Land Steiermark, das ihn per Schenkung dem Franz-Nabl-Institut für der Universität Graz zur wissenschaftlichen Bearbeitung übergab.

## Auszeichnungen
- 1975: Literaturförderpreis der Stadt Graz
- 1981: Förderpreis für Kinder- und Jugendliteratur des Landes Steiermark
- 1982: Literaturpreis des Landes Steiermark
- 1995: Manuskripte-Preis für das Forum Stadtpark
- 1996: Buchprämie des Bundesministeriums für Wissenschaft, Verkehr und Kunst
- 2002: Österreichischer Würdigungspreis für Literatur

## Werke

### Bücher
- Alles über Windmühlen. Essay. Einöd Presse, Saarbrücken 1971, Neuauflage AQ-Verlag, 1985
- Aus dem Leben Hödlmosers. Ein steirischer Roman mit Regie. Residenz, Salzburg 1973
- Im Namen des Vaters. Roman in Fortsetzungen. Residenz, Salzburg 1979
- Heimwärts einwärts. Die Abstände in den Beständen der Zustände. Athenäum, Königstein im Taunus 1980
- Die grüne Madonna. Roman. Mit 18 Skizzen des Autors. Droschl, Graz 1982
- Heimatlos. Eine steirische Wirtshausoper in einem Rausch. Droschl, Graz 1985
- Vom Dach der Welt. Schicksalsnovellen. Droschl, Graz 1987
- Das Schilcher ABC. Droschl, Graz 1988
- Nie wieder Arbeit. Schivkovs Botschaften vom anderen Leben. Residenz, Salzburg 1989
- Bei den schönsten Frauen der Welt. Edition kürbis, Wies 1990
- Das Negerhafte in der Literatur (mit Ludwig Harig). Droschl, Graz 1992
- Styrian Flesh and Blood. Übers. ins Engl.: Peter Ian Waugh. Edition kürbis, Wies 1992
- Einmal Amerika und zurück. Prosa. Droschl, Graz 1993
- Die Geierwally. Ein steirisches Musical. Droschl, Graz 1996
- Fritz, das Schaf. Kinderbuch. Residenz, Salzburg 1996
- Glück. Stück. Droschl, Graz 1997
- Heimat ist, wo das Herz weh tut. Frühe Prosa 1969–1978. Droschl, Graz 2000
- Die Vorgänge bei der Betrachtung. Gesammelte Prosa 1979–1986. Droschl, Graz 2001
- Vollständige Beschreibung der Welt und Umgebung. Droschl, Graz 2002
- Steiermark. Styria, Graz 2002
- Zweimal hundert Gedichte gegen Gedichte. Droschl, Graz 2004
- Hauns im Glik. Steirische Verlagsgesellschaft, Graz 2004
- Alles Sport. Droschl, Graz 2008
- Der Schilcherkrieg. Comic; Ill. Paul Scherübel. Medienfabrik Graz, Graz 2009
- Einfach essen. Droschl, Graz 2010
- 365 Tage. Droschl, Graz 2019, ISBN 978-3-99059-038-6
- Anders Denken. Droschl, Graz 2020, ISBN 978-3-99059-064-5

Außerdem übersetzte er Asterix und der Arvernerschild sowie Asterix bei den Olympischen Spielen in die steirische Mundart: Asterix und da Aweanaschüld, Asterix ba di Olympischn Schpüle.

### Hörspiele
- Endlich Ruhe. ORF Steiermark, 1982
- Der ewige Tag. ORF Steiermark, 1983
- Space Travel oder Nietzsche in Goa. ORF Steiermark, 1985

### Tondokumente
- Reinhard P. Gruber liest: Droschl
- Die Geierwally. Das steirische Musical: Extraplatte
- Glück. Der Soundtrack zum Musical: Polygram (mit Gert Steinbäcker)

### Filmdrehbücher
- Wo der Aar noch haust. TV-Film, ORF, 1972
- Die Industrie entläßt ihre Kinder. TV-Film. ORF, 1976
- Ski ABC oder Was macht der Schi, wenn er nicht fährt? ORF Salzburg, 1980
- Hühnersaga. Die Bilderwelt der Literatur. ORF Steiermark, 1982
- Der Schilcher. Eine steirische Legende. TV-Dokumentation. ORF Steiermark, 1989
- Lieber Erzherzog Johann! ORF Steiermark, 2001
- Graz. Ein Film von Günter Schilhan. ORF Steiermark, 2003
- Graz 2003 – der Film. TV-Film. ORF Steiermark, 2003
- Aussee – die eigenwillige Republik. ORF Steiermark, 2003